# Eco-Pork
Eco-Pork（エコポーク）は東京都墨田区に本社を置く、養豚業IoT化サービスを提供するスタートアップ企業。

## 概要
養豚業のデジタルトランスフォーメーション（DX）による豚肉の安定供給を掲げ、データやICT、AI、IoTを使い、養豚の持続可能性を目指す企業である。
養豚業界は2023年時点で世界で40兆円、日本国内で6,000億円のマーケットを持つが、「養豚農家数の激減」、「需要と供給の課題」、「食肉の抱えるSDGs課題」といった課題を抱えている。具体的には、日本の養豚農家数は、1970年代にはおよそ450,000軒あったが、2000年には11,700軒に減り、2022年時点では3,590軒と大きく数を減らしている。その一方で、世界的には爆発的な人口の増加により、今の食肉だけでは供給限界に達してしまう恐れもある上に、豚の穀物消費量が米の生産量の1.3倍にのぼることもあって、現行の畜産業は非常に環境負荷が高く、食肉文化自体が「持続可能性が低い」と捉えられている。2040年には畜肉から、代替肉や培養肉がシェアを取る流れにあるとみられており、穀物が余っている地域でしか畜肉文化が残らないのではないかという悲観的なシナリオも出ている。
こういった流れに対し、DX技術を畜産の自動化パッケージとして提供することによって、生産量を上げ、環境負荷を下げる取り組みを行っている。

## 歴史
創業者兼代表取締役の神林隆は大学在学中にAIの研究をしていて、その後MBAを取得し、外資系コンサルティングファームに勤めていた。当時はAIを使って人材を育てる、生産性を上げるかといったような研究を行っていたが、「技術は人を幸せにするために使うべき」という信念から、社畜をつくるくらいなら家畜のための技術をつくろうと考えるようになった。これまで農業や畜産に関わったことは一切なかったのだが、人に使っていた技術を畜産に使っていこうと考え、養豚業に飛び込む。
豚を選んだのは、上述のように豚肉市場が大きなマーケットであることも理由ではあるが、牛は2000年代前半の狂牛病、BSE問題からトレーサビリティが必須となったことから、世界的にIT企業が参入して個体管理の仕組みが完成していたが、豚については豚熱が話題になることはあったものの、IT化には着目されていなかったことが理由となっている。
2017年創業。
2022年、ベンチャーキャピタルなど計4社を引受先とした第三者割当増資や、日本政策金融公庫東京支店の新型コロナ対策資本性劣後ローンなど複数の金融機関から約6億円を資金調達した。調達した資金は、餌や水の自動補給機、豚舎の環境制御機器の開発に充てられ、従来のサービスとパッケージ化して広く普及する計画となっている。
2023年4月12日、消費者向け豚肉提供を行う専用ECサイトを公開。

## ソリューション
養豚は、1キログラムで生まれた子豚を、半年後におよそ120キログラムに育てて出荷する業態であると言える。全世界で年間15億頭から18億頭の豚が生産されていると言われるなか、その肥育方法ほとんど最適化されていない。ここに専門人材がトレーナーのように付いて育てることによって、無駄な餌を食べることなく、生産量を50パーセント向上させることができる。しかし、18億頭すべてに専門人材を付けることはできまないため、AIトレーナーをつけて、畜産自働化するパッケージを提供するというのが基本方針となる。
Poker
養豚経営、生産管理を効率化するためのクラウドシステム。
Porker SENSE
豚舎の温湿度や二酸化炭素濃度を検知するためのセンサー。
固定式ABC（AI Buta/Biological Camera）
AIで豚の状況を自動で把握する監視用カメラ。
ロボット式ABC
天井に設置したレールを自動で移動しながら撮影する監視用カメラ。
監視カメラは、豚1頭ごとに全身960箇所の特徴量を取得して3D測定することで、豚の姿勢や行動を検出し、豚の体重を小数点以下まで計測できるほか、体調をリアルタイムに把握できる。取得された情報はPokerと連携し、体重の伸びの予測をしながら生産管理ができる。
監視カメラ画像の解析で、病気の兆候を読み取ったり、発情期の兆候を読み取ることもできる。
このほか、餌、水、環境を遠隔でモニタリングするIoT機器もある。

## ユーグレナEco-Pork
ユーグレナと協業し、ユーグレナ（ミドリムシ）を給餌する。
ユーグレナを餌として育った豚は、透き通るような「透明な脂肪」が特徴で、「豚特有の臭みが少ない」豚肉となるほか、豚の腸内環境を良くする効果や繁殖期の母豚への健康効果も期待できるとされる。
Eco-Porkのソリューションと合わせることで、餌代は3割削減、CO2排出は100万トン削減できるとされる。

## 業績
2023年時点では、180万頭分/年の農家と契約を交わしており、国内導入率は10パーセント。導入農家では平均年率7パーセントの生産性改善を達成している。
数十万円の導入コストで、8,000万円近い売上アップの実例もある。